# 石狩低地東縁断層帯
石狩低地東縁断層帯（いしかりていちとうえんだんそうたい）は、石狩平野と岩見沢丘陵・栗沢丘陵・馬追丘陵との境界付近に位置する活断層帯である。東側が西側に対して相対的に隆起する逆断層で、全長120㎞以上に及ぶ。